# Parque nacional El Imposible
El Parque Nacional El Imposible es un parque nacional en El Salvador. Fue creado el 1 de enero de 1989 y cubre un área de 5,000 hectáreas. Tiene una altitud de entre 250 y 1.425 metros.
En 1992 El Imposible entró en las listas provisionales del Patrimonio de la Humanidad de la UNESCO junto con Cara Sucia.
Se encuentra dentro de la lista oficial de Áreas Naturales Protegidas de El Salvador.

## Historia del parque
El terreno que comprende el parque se remonta a los períodos prehispánicos de la región de Mesoamérica, siendo parte de la cuna y asiento de grandes civilizaciones.
Con el paso de los años, llegado el siglo XX, manteniendo la tradición ancestral de explotación de las tierras para la actividad agrícola, los habitantes de las zonas ubicadas al norte de la región, se dedicaron al cultivo, recolección y venta del café. 
El traslado de mercancía se realizada con animales como mulas, sin embargo, el trayecto entre las montañas era complicado, al pasar por la barranca llamada "El Imposible", dentro de una hacienda con el mismo nombre.
En 1968 se construyó un puente formado con piedras, arena, cemento y agua. De esto existe como evidencia una placa con la leyenda: “Año 1968 dejó de ser Imposible”, el sector también se comenzó a conocer con la palabra “Imposible”. 

## Biología
En el parque habitan especies amenazadas en peligro de extinción como el gavilán blanco, la pava de monte, tigrillos y el rey zope. Dentro de la flora alberga árboles de roble, encino y voladores.
En el Imposible se albergan más de 500 especies de plantas, más de 100 especies de mamíferos, 53 anfibios y reptiles, 285 de aves y más de 5,000 especies de mariposas.
Los servicios ecosistémicos que brinda el área son regulación del clima producción de agua y protección de suelos.
El Imposible posee relevancia hidrográfica pues ocho ríos tienen su origen en el parque, los más importantes son el Guayapa, Cara Sucia y San Francisco. Los ríos más pequeños son Ahuachapío, Ixcanal, el Maishtapula y Mixtepe. Los ríos fluyen hacia el sur 15 km hacia la Barra de Santiago la cual está declarada como área protegida  protegida y de importancia internacional.